# David J. Lesar
David J. Lesar, CPA, född 30 maj 1953, är en amerikansk företagsledare som är styrelseordförande för det amerikanska petroleumserviceföretaget, Halliburton Company sedan 2000, när han efterträdde Dick Cheney.

## Bakgrund
Lesar föddes 1954 i Madison, Wisconsin och studerade vid University of Wisconsin-Madison där han tog Kandidatexamen i ingenjörsvetenskap och Master of Business Administration 1978. Han är i grunden auktoriserad revisor och tillbringade 16 år hos Arthur Andersen mellan 1979 tills sin avgång 1995.

## Halliburton
1995 fick Lesar anställning hos Halliburton som vice president och tre månader senare så utsågs Dick Cheney till ny VD för Halliburton. Inom ett år senare så utsåg Cheney Lesar både till CFO för Halliburton och Vd för KBR, som var en avdelning inom Halliburton som specialiserades sig inom bygg och konstruktion samt utföra uppdrag inom sektorn för privat armé. I maj 1997 avancerade Lesar i Halliburtons hierarki och blev då president och COO. Tre år senare när Cheney avgick från sina positioner inom Halliburton för att koncentrera sig på att bli Vicepresident till George W. Bush i det amerikanska presidentvalet 2000, utsågs Lesar till styrelseordförande, president och vd för hela Halliburtonkoncernen. I maj 2017 meddelade Halliburton att Lesar skulle lämna sina operativa positioner och bli ersatt av Jeff Miller, han behöll dock styrelseordförande-posten.

## Kompensation
| År    | Lön ($)   | Bonus ($) | Aktiepost ($) | Övrigt ($) | Totalt ($)  | Aktieinnehav1 | Aktievärde ($ mn) | Källa  |
| ----- | --------- | --------- | ------------- | ---------- | ----------- | ------------- | ----------------- | ------ |
| 2011  | 1,360,000 | 3,090,000 | 1,750,000     | 12,190,000 | 18,390,000  | 0,08%         | 25,8              | [ 2 ]  |
| 2010  | 1,330,000 | N/A       | N/A           | 12,370,000 | 13,690,000  | 0,09%         | 36,4              | [ 3 ]  |
| 2009  | 1,330,000 | N/A       | N/A           | 12,370,000 | 13,690,000  | 0,13%         | 37,5              | [ 4 ]  |
| 2008  | 1,300,000 | 3,120,000 | 2,790,000     | 12,740,000 | 19,950,000  | 0,13%         | 20,3              | [ 5 ]  |
| 2007  | 1,300,000 | 2,430,000 | 2,690,000     | 14,320,000 | 20,740,000  | 0,12%         | 45,7              | [ 6 ]  |
| 2006  | 1,300,000 | N/A       | 13,610,000    | 15,360,000 | 30,280,000  | 0,14%         | 45,3              | [ 7 ]  |
| 2005  | 1,260,000 | 3,470,000 | 443,000       | 10,640,000 | 29,360,000  | 0,14%         | 53,1              | [ 8 ]  |
| 2004  | 1,260,000 | 3,470,000 | 443,000       | 11,758,000 | 16,931,000  | 0,16%         | 35,2              | [ 9 ]  |
| 2003  | 1,200,000 | 1,008,000 |               | 2,383,000  | 4,591,000   | 0,18%         | 23,2              | [ 10 ] |
| 2002  | N/A       | N/A       | N/A           | N/A        | N/A         | N/A           | N/A               |        |
| 2001  | N/A       | N/A       | N/A           | N/A        | N/A         | N/A           | N/A               |        |
| 2000  | N/A       | N/A       | N/A           | N/A        | N/A         | N/A           | N/A               |        |
| 03-11 |           |           |               |            | 167,622,000 |               |                   |        |

1 = Aktieinnehav i Halliburton Company.